# Protoattinio
Il protoattinio è l'elemento chimico di numero atomico 91 e il suo simbolo è Pa. È un metallo denso, di colore grigio-argenteo che reagisce facilmente con l'ossigeno, con il vapore acqueo e con gli acidi inorganici. Forma vari composti chimici in cui è di solito presente nello stato di ossidazione +5, ma può anche assumere stati +4, +2 o +3. Le concentrazioni medie di protoattinio nella crosta terrestre sono tipicamente dell'ordine di poche parti per bilione, ma può raggiungere fino a poche parti per milione in alcuni depositi di uraninite. A causa della sua scarsità, della alta radioattività e dell'elevata tossicità, attualmente non vi sono applicazioni al di fuori della ricerca scientifica, e per questo scopo gran parte del minerale viene estratto da combustibile nucleare esaurito.
Il protoattinio è stato identificato nel 1913 da Kasimir Fajans e Oswald Helmuth Göhring che lo chiamarono Brevium per via della sua breve emivita dell'isotopo specifico studiato, cioè il protoattinio-234. Un isotopo più stabile (231Pa) è stato scoperto nel 1917/18 da Otto Hahn e Lise Meitner, che scelsero il nome di proto-attinio, tuttavia in seguito lo IUPAC decise il nome di protoattinio nel 1949 e confermarono Hahn e Meitner come scopritori. Il nuovo nome significa "madre di attinio" e riflette il fatto che l'attinio è un prodotto del decadimento radioattivo di protoattinio.
Il più abbondante (circa il 100%) e il più duraturo tra gli isotopi naturali del protoattinio, il protoattinio-231, ha un tempo di dimezzamento di 32.760 anni ed è un prodotto del decadimento dell'uranio-235. Molte tracce più piccole dell'isomero nucleare protoattinio-234m di breve durata si riscontrano nella catena del decadimento dell'uranio-238. Il protoattinio-233 risulta dal decadimento del torio-233 come parte della catena di eventi per produrre l'uranio-233 per irraggiamento neutronico del torio-232. Si tratta di un prodotto intermedio indesiderato nei reattori nucleari basati sul torio e pertanto rimosso dalla zona attiva del reattore durante il processo di riproduzione.

## Caratteristiche
Il protoattinio è un metallo argenteo che appartiene al gruppo degli attinidi. Ha un aspetto lucente che resiste per qualche tempo in caso di esposizione all'aria. Diventa superconduttivo a temperature inferiori a 1,4 K.
Non riveste alcun ruolo biologico noto.

## Applicazioni
Per via della sua scarsità, nonché della sua tossicità, il protoattinio non ha applicazioni diverse dalla ricerca scientifica.

## Storia
Il protoattinio fu osservato per la prima volta nel 1913 da Kasimir Fajans e Oswald Helmuth Göhring che individuarono l'isotopo instabile 234mPa (con un'emivita di 1,17 minuti) nella catena di decadimenti dell'238U. Gli diedero il nome di brevio (dal latino brevis, "breve").
Il nome cambiò nell'attuale protoattinio nel 1918 quando due gruppi di scienziati – i tedeschi Otto Hahn e Lise Meitner e qualche tempo dopo i britannici Frederick Soddy e John Cranston – giunsero indipendentemente alla scoperta di 231Pa. Nel 1949 la IUPAC chiamò definitivamente protoattinio e confermò Otto Hahn e Lise Meitner come scopritori.
Aristid V. Grosse, un assistente di Hahn, riuscì a preparare due milligrammi di Pa2O5 nel 1927 e, sette anni dopo a isolare il protoattinio metallico attraverso conversione dell'ossido in ioduro seguita dalla sua decomposizione termica in alto vuoto su un filamento elettrico (processo van Arkel-de Boer), secondo la reazione:
{\displaystyle {\ce {2 PaI5-> 2 Pa + 5 I2}}}
Nel 1961 l'ente nazionale britannico per l'energia nucleare produsse 125 grammi di protoattinio puro al 99,9% lavorando 60 tonnellate di scorie nucleari tramite un processo di purificazione a 12 stadi. Questa ne è rimasta l'unica produzione mondiale per anni. Il protoattinio è stato venduto ai laboratori di ricerca negli anni successivi ad un prezzo di circa 2800 $ al grammo.

## Disponibilità
Il protoattinio è presente in tracce nella pechblenda come 231Pa con un tenore di circa 0,1 ppm. Alcuni minerali trovati nella Repubblica Democratica del Congo ne contengono fino a circa 3 ppm.

## Composti
Tra i composti noti del protoattinio si annoverano due fluoruri (PaF4 e PaF5) due cloruri (PaCl4 e PaCl5) due bromuri (PaBr4 e PaBr5) tre ioduri (PaI3, PaI4 e PaI5) e tre ossidi (PaO, PaO2 e Pa2O5).

## Isotopi
Sono noti 29 isotopi radioattivi del protoattinio, di cui il più stabile è 231Pa con un'emivita di 32 760 anni; seguono 233Pa (26,967 giorni) e 230Pa (17,4 giorni). Tutti gli altri isotopi hanno emivite inferiori a 1,58 giorni e la maggior parte di essi inferiore a 1,8 secondi. Sono noti anche due metastati, 217mPa (emivita di 1,15 millisecondi) e 234mPa (1,17 minuti).
La principale modalità di decadimento degli isotopi più leggeri di 231Pa è il decadimento alfa in isotopi dell'attinio; gli isotopi più pesanti decadono preferenzialmente con un decadimento beta in isotopi di uranio.

## Precauzioni
Il protoattinio è tossico e altamente radioattivo; richiede le stesse precauzioni adottate per la manipolazione del plutonio.